# فيل إدواردز (دراج)
فيل إدواردز (بالإنجليزية: Phil Edwards) هو دراج بريطاني، ولد في 3 سبتمبر 1949 في برستل في المملكة المتحدة، وتوفي في 24 أبريل 2017 في مونت كارلو في موناكو بسبب نوبة قلبية.

## وصلات خارجية
- فيل إدواردز على موقع أرشيف الدراجات (الإنجليزية)
- فيل إدواردز على موقع إحصائيات الدراجات الإحترافية (الإنجليزية)
- فيل إدواردز على موقع CycleBase (الإنجليزية)
- فيل إدواردز على موقع أوليمبيديا (الإنجليزية)
- فيل إدواردز على موقع اللجنة الأولمبية البريطانية (الإنجليزية)